# Helikonlepkék
A helikonlepkék (Heliconiinae) a rovarok (Insecta) osztályához tartozó lepkék (Lepidoptera) rendjében a tarkalepkefélék (Nymphalidae) családjának egyik alcsaládja.

## Rendszerezésük az ismertebb fajokkal
Az alcsaládba az alábbi nemzetségek és nemek tartoznak:
- Acraeini
  - Abananote
  - Acraea
  - Actinote
  - Altinote
  - Bematistes
  - Cethosia
  - Miyana
- gyöngyházlepke-rokonúak (Argynnini)
  - gyöngyházlepke (Argynnis)
    - ezüstös gyöngyházlepke (Argynnis adippe)
    - kerek foltú gyöngyházlepke (Argynnis aglaja)
    - keleti gyöngyházlepke (Argynnis laodice)
    - ibolya-gyöngyházlepke (Argynnis niobe)
    - zöldes gyöngyházlepke (Argynnis pandora)
    - nagy gyöngyházlepke (Argynnis paphia)

  - Boloria
    - kis gyöngyházlepke (Boloria dia)
    - árvácska-gyöngyházlepke (Boloria euphrosyne)
    - fakó gyöngyházlepke (Boloria selene)

  - Brenthis
    - málna-gyöngyházlepke (Brenthis daphne)
    - rozsdaszínű gyöngyházlepke (Brenthis hecate)
    - lápi gyöngyházlepke (Brenthis ino)

  - Euptoieta
  - Issoria
    - közönséges gyöngyházlepke (Issoria lathonia)

  - Kuekenthaliella
  - Pardopsis
  - Speyeria
  - Yramea
- helikonlepke-rokonúak (Heliconiini)
  - Agraulis
  - Dione
  - Dryadula
  - Dryas
  - Eueides
  - Heliconius
  - Neruda
  - Philaethria
  - Podotricha
- Vagrantini
  - Algia
  - Algiachroa
  - Cirrochroa
  - Cupha
  - Lachnoptera
  - Phalanta
  - Smerina
  - Terinos
  - Vagrans
  - Vindula